# Большие Чирки (Марий Эл)
Большие Чирки (мар. Кугу Чирки) — деревня в Оршанском районе Республики Марий Эл. Входит в состав Шулкинского сельского поселения.

## География
Находится в северной части республики Марий Эл на расстоянии приблизительно 14 км по прямой на восток от районного центра посёлка Оршанка.

## История
Известна с 1848 году как починок Чиркинский из новокрещёных мари (39 жителей). В 1866 году в починке насчитывалось 6 семей, 47 человек. К 1891 году деревня Большие Чирки Яранского уезда Вятской губернии увеличилась до 17 дворов, проживал 101 человек. В 1929 году в деревне насчитывалось 39 хозяйств и 182 жителя, в 1945—122 жителя. В 2004 году в деревне насчитывалось 21 хозяйство. В советское время работали колхозы «Совет», «Путь Ленина» и совхоз «Родина».

## Население
Население составляло 67 человек (мари 81 %) в 2002 году, 61 в 2010.